# Gerbrand
Gerbrand (død omkring 1030) var biskop i Roskilde Domkirke.
Gerbrand var efter navnet at dømme en tysker, men var klerk i England, da han af
Knud den Store blev udnævnt til biskop i Roskilde
og indviet af ærkebiskop Æthelnoth i Canterbury
(vistnok 1022). På vejen til Danmark blev han taget
til fange af den hamborgske ærkebisp Unwan, der
vilde sikre sig imod, at Knud drog den danske kirke
fra hans ærkesæde. Gerbrand måtte love Unwan lydighed,
og da han var vunden for hans sag, blev han mægler mellem ham
og Kong Knud, så at Hamborgs ret fra nu af formelt
blev agtet. Gerbrand har sikkert bidraget væsentlig til det
kirkelige opsving i Danmark; Eftertiden mindedes ham
som en fremragende biskop.

## Eksterne kilder og henvisninger
- Tekst efter Hans Olrik i Dansk Biografisk Leksikon på Projekt Runeberg – angiver nedenstående kilder:
  - A. D. Jørgensen, Den nord. Kirkes Grundlæggelse.
  - Steenstrup, Normannerne III, 339. 342.